# Eschscholzia
Eschscholzia  é um gênero botânico da família Papaveraceae.

## Espécies
- Eschscholzia caespitosa
- Eschscholzia californica
- Eschscholzia elegans
- Eschscholzia glyptosperma
- Eschscholzia hypecoides
- Eschscholzia lemmonii
- Eschscholzia lobbii
- Eschscholzia minutiflora
- Eschscholzia palmeri
- Eschscholzia parishii
- Eschscholzia ramosa
- Eschscholzia rhombipetala